# Гіпотеза Ферма — Каталана
Гіпотеза Ферма Каталана — теоретико-числова гіпотеза, яка узагальнює велику теорему Ферма і гіпотезу Каталана. Вона стверджує, що рівняння
{\displaystyle a^{m}+b^{n}=c^{k}}
має не більше ніж скінченне число розв'язків {\displaystyle a,b,c,m,n,k} з різними трійками значень {\displaystyle a^{m},b^{n},c^{k}}, де {\displaystyle a,b,c} — взаємно прості натуральні числа, а {\displaystyle m,n,k} — натуральні числа, що задовольняють співвідношенню
{\displaystyle {\frac {1}{m}}+{\frac {1}{n}}+{\frac {1}{k}}<1.}

## Відомі розв'язки
На 2014-й рік відомо всього 10 розв'язків цього рівняння:
{\displaystyle 1^{m}+2^{3}=3^{2}}
{\displaystyle 2^{5}+7^{2}=3^{4}}
{\displaystyle 13^{2}+7^{3}=2^{9}}
{\displaystyle 2^{7}+17^{3}=71^{2}}
{\displaystyle 3^{5}+11^{4}=122^{2}}
{\displaystyle 33^{8}+1549034^{2}=15613^{3}}
{\displaystyle 1414^{3}+2213459^{2}=65^{7}}
{\displaystyle 9262^{3}+15312283^{2}=113^{7}}
{\displaystyle 17^{7}+76271^{3}=21063928^{2}}
{\displaystyle 43^{8}+96222^{3}=30042907^{2}}
Розв'язок {\displaystyle 1^{m}+2^{3}=3^{2}} — це єдиний розв'язок, у якому одне з {\displaystyle a,b,c} дорівнює 1. У цьому полягає гіпотеза Каталана, доведена у 2006 році Михайлеску.
Всі розв'язки знайдено для трійок показників {\displaystyle m,n,k,} рівних {\displaystyle (2,3,7),(n,n,n),(2,3,8),(2,3,9),(2,4,5),(2,4,6),(3,3,4),(3,3,5),(2,4,7),(2,n,n),(3,n,n),(2n,2n,5),(2,4,n)}.

## Часткові результати
За теоремою Фальтингса для будь-яких фіксованих натуральних {\displaystyle m,n,k}, які задовольняють нерівності {\displaystyle {\frac {1}{m}}+{\frac {1}{n}}+{\frac {1}{k}}<1}, існує не більше ніж скінченне число трійок {\displaystyle a,b,c}, що задовольняють рівнянню {\displaystyle a^{m}+b^{n}=c^{k}},:p. 64 але гіпотеза Ферма — Каталана строгіша, оскільки стверджує скінченність числа розв'язків для нескінченної множини трійок {\displaystyle m,n,k}.
abc-гіпотеза тягне гіпотезу Ферма — Каталана.
Гіпотеза Біла полягає в тому, що всі розв'язки рівняння Ферма — Каталана мають один з показників рівний 2.